# Aéroport international d'Ercan
Ne doit pas être confondu avec aéroport international de Nicosie.
L'aéroport international d'Ercan (code IATA : ECN • code OACI : LCEN) (en turc : Ercan Uluslararası Havalimanı) est l'un des seuls aéroports qui dessert la partie nord de Chypre. Il se situe sur le territoire de la commune de Tymvou (Kırklar en turc) située à l'est de la capitale, Nicosie. Cependant, l'aéroport se trouvant dans un pays non reconnu internationalement, son statut comme aéroport international n'est donc pas reconnu.
Le gouvernement de la République de Chypre considère l'utilisation de l'aéroport d'Ercan pour entrer ou sortir de l'île comme illégale et cela peut entraîner des poursuites pénales lors de l'entrée (ou sortie) de la République.
Il fut construit lors de la Seconde Guerre mondiale par les Britanniques à des fins militaires. Après avoir été abandonné, l'aéroport est agrandi pour être utilisé à des fins civiles, après l'invasion turque en 1974.
En 2018, 4 020 229 passagers ont fréquenté cet aéroport et 26 817 avions y ont décollé ou atterri.

## Situation
| Ercan Larnaca Paphos RAF Akrotiri |

## Statistiques
Pour des raisons techniques, il est temporairement impossible d'afficher le graphique qui aurait dû être présenté ici.

Voir la requête brute et les sources sur Wikidata.

### Zoom sur l'impact du Covid de 2019-2020
Pour des raisons techniques, il est temporairement impossible d'afficher le graphique qui aurait dû être présenté ici.

Voir la requête brute et les sources sur Wikidata.

## Compagnies et destinations
| Compagnies       | Destinations |
| ---------------- | --- |
| AJet             | - Adana-Sakirpasa, - Ankara Esenboğa, - Antalya, - Gaziantep-Oğuzeli, - Antioche, - Istanbul-S. Gökçen, - Izmir-A. Menderes, - Trabzon/Trébizonde      |
| Pegasus Airlines | - Adana-Sakirpasa, - Ankara Esenboğa, - Antalya, - Gaziantep-Oğuzeli, - Antioche, - Istanbul-S. Gökçen, - Izmir-A. Menderes En saison: Kayseri-Erkilet |
| SunExpress       | Izmir-A. Menderes |
| Turkish Airlines | Istanbul, |

Édité le 16 mars 2020.  Actualisé le 27 janvier 2023